# Bistum Coronel Oviedo
Das Bistum Coronel Oviedo (lat.: Dioecesis Oviedopolitana, span.: Diócesis de Coronel Oviedo) ist eine in Paraguay gelegene römisch-katholische Diözese mit Sitz in Coronel Oviedo.

## Geschichte
Das Bistum Coronel Oviedo wurde am 10. September 1961 durch Papst Johannes XXIII. aus Gebietsabtretungen des Bistums Concepción (Paraguay) als Territorialprälatur Coronel Oviedo errichtet. Die Territorialprälatur wurde dem Erzbistum Asunción als Suffraganbistum unterstellt. Am 6. März 1976 wurde die Territorialprälatur Coronel Oviedo zum Bistum erhoben.

## Ordinarien von Coronel Oviedo

### Prälaten
- Jerome Arthur Pechillo TOR, 1961–1976, dann Weihbischof in Newark

### Bischöfe
- Claudio Silvero Acosta SCI. di Béth., 1976–1998, dann Weihbischof in Encarnación
- Ignacio Gogorza Izaguirre SCI. di Béth., 1998–2001, dann Bischof von Ciudad del Este
- Juan Bautista Gavilán Velásquez, seit 2001